# Star Trek: Enterprise
Star Trek: Enterprise är en amerikansk science fiction, TV-serie som ursprungligen sändes i UPN 26 september 2001–13 maj 2005. Serien utspelar sig tidsmässigt före den klassiska Star Trek-serien: TOS. I februari 2005 meddelades att serien efter fjärde säsongen skulle läggas ner, på grund av vikande tittarsiffror.

## Handling
Året är 2151, 88 år efter människornas första kontakt med vulcanerna (Star Trek: First Contact).
Det första interstellära rymdskeppet, Enterprise NX-01, ligger färdig i docka i omloppsbana runt jorden.
Ända sedan 2063 har vulcanerna försökt att bromsa människornas framfart med att utveckla den nyvunna Warp-teknologin, med förklaring att de (alltför) känslofulla människorna inte är redo att möta den yttre rymdens faror.
En vacker dag händer något på ett majsfält i den lilla byn "Broken Bow" som får den nybildade stjärnflottans befälhavare att ta ett viktigt beslut.
Enterprise NX-01 är det första rymdskeppet med warp 5-kapacitet skapat av människor i den fiktiva Star Trek-världen.

## Rollista
- Kommendör Jonathan Archer spelas av Scott Bakula
- Dr. Phlox spelas av John Billingsley
- "Sub-commander"/Kommendörkapten T'Pol spelas av Jolene Blalock
- Kapten Malcolm Reed spelas av Dominic Keating
- Fänrik Travis Mayweather spelas av Anthony Montgomery
- Fänrik Hoshi Sato spelas av Linda Park
- Kommendörkapten Charles "Trip" Tucker III spelas av Connor Trinneer
- Amiral Maxwell Forrest spelas av Vaughn Armstrong
- Soval spelas av Gary Graham
- Daniels spelas av Matt Winston
- Silik spelas av John Fleck
- Shran spelas av Jeffrey Combs

## Om serien
När det meddelats att serien skulle läggas ner, försökte fansen genom protester och insamlingar rädda serien. utan framgång.

### Fotnoter
1. ↑  Internet Movie Database, IMDb-ID: tt0244365co0047972.[källa från Wikidata]
2. ↑  ”Star Trek: Enterprise” (på engelska). TV.Com. http://www.tv.com/shows/star-trek-enterprise/episodes/. Läst 26 januari 2017.
3. ↑  ”Star Trek: Enterprise”. Svenska dagbladet. 3 februari 2005. http://www.svd.se/star-trek-enterprise-laggs-ner. Läst 26 januari 2017.
4. ↑  ”Star Trek-fans försöker rädda serie”. Svenska dagbladet. 17 februari 2005. http://www.svd.se/star-trek-fans-forsoker-radda-serie. Läst 26 januari 2017.